# New England Patriots 1985
La stagione 1985 dei New England Patriots è stata la 17ª della franchigia nella National Football League, la 27ª complessiva e la terza con Raymond Berry come capo-allenatore. La stagione si concluse con un bilancio di undici vittorie e cinque sconfitte, al terzo posto della AFC East division. 
I Patriots del 1985 divennero la prima squadra della storia della NFL a qualificarsi per il Super Bowl vincendo tre gare di playoff in trasferta, battendo i New York Jets 26–14, i Los Angeles Raiders, 27–20, e i Miami Dolphins 31–14, nella finale di conference. Quella vittoria a Miami fu la loro prima al Miami Orange Bowl dal 1969.
Malgrado i successi di New England nei playoff, i Chicago Bears, che quell'anno avevano perso una sola partita, si rivelarono un avversario troppo ostico nel Super Bowl XX, perdendo per 46–10 in quella che all'epoca era stata una delle gare più a senso unico della storia del Super Bowl.

## Calendario

### Stagione regolare
| Turno | Data       | Avversario              | Risultato | Stadio                      | Record | Pubblico |
| ----- | ---------- | ----------------------- | --------- | --------------------------- | ------ | -------- |
| 1     | 8/9/1985   | Green Bay Packers       | V 26–20   | Sullivan Stadium            | 1–0    | 49,488   |
| 2     | 15/9/1985  | at Chicago Bears        | S 20–7    | Soldier Field               | 1–1    | 60,533   |
| 3     | 22/9/1985  | at Buffalo Bills        | V 17–14   | Rich Stadium                | 2–1    | 40,334   |
| 4     | 29/9/1985  | Los Angeles Raiders     | S 35–20   | Sullivan Stadium            | 2–2    | 60,686   |
| 5     | 6/10/1985  | at Cleveland Browns     | S 24–20   | Cleveland Municipal Stadium | 2–3    | 62,139   |
| 6     | 13/10/1985 | Buffalo Bills           | V 28–6    | Sullivan Stadium            | 3–3    | 40,462   |
| 7     | 20/10/1985 | New York Jets           | V 20–13   | Sullivan Stadium            | 4–3    | 58,163   |
| 8     | 27/10/1985 | at Tampa Bay Buccaneers | V 32–14   | Tampa Stadium               | 5–3    | 34,661   |
| 9     | 3/11/1985  | Miami Dolphins          | V 17–13   | Sullivan Stadium            | 6–3    | 58,811   |
| 10    | 10/11/1985 | Indianapolis Colts      | V 34–15   | Sullivan Stadium            | 7–3    | 54,176   |
| 11    | 17/11/1985 | at Seattle Seahawks     | V 20–13   | The Kingdome                | 8–3    | 60,345   |
| 12    | 24/11/1985 | at New York Jets        | S 16–13   | The Meadowlands             | 8–4    | 74,100   |
| 13    | 1/12/1985  | at Indianapolis Colts   | V 38–31   | Hoosier Dome                | 9–4    | 56,740   |
| 14    | 8/12/1985  | Detroit Lions           | V 23–6    | Sullivan Stadium            | 10–4   | 59,078   |
| 15    | 16/12/1985 | at Miami Dolphins       | S 30–27   | Miami Orange Bowl           | 10–5   | 69,489   |
| 16    | 22/12/1985 | Cincinnati Bengals      | V 34–23   | Sullivan Stadium            | 11–5   | 57,953   |

### Playoff

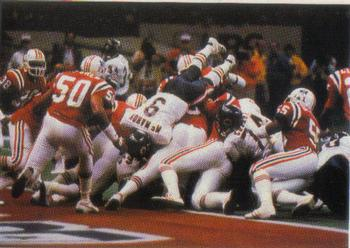
I Patriots contro i Bears nel Super Bowl XX

| Turno            | Data       | Avversario           | Risultato | Stadio                        | Record | Pubblico |
| ---------------- | ---------- | -------------------- | --------- | ----------------------------- | ------ | -------- |
| Wild Card        | 28/12/1985 | at New York Jets     | V 26–14   | Meadowlands Stadium           | 12–5   | 70,958   |
| Divisional       | 5/1/1986   | at LA Raiders        | V 27–20   | Los Angeles Memorial Coliseum | 13–5   | 88,936   |
| AFC Championship | 12/1/1986  | at Miami Dolphins    | V 31–14   | Miami Orange Bowl             | 14–5   | 74,978   |
| Super Bowl XX    | 26/2/1986  | N Chicago Bears 1985 | S 46–10   | Louisiana Superdome           | 14–6   | 73,818   |

## Classifiche
| AFC East                | AFC East | AFC East | AFC East | AFC East | AFC East | AFC East | AFC East | AFC East | AFC East |
|                         | V        | S        | P        | %        | DIV      | CONF     | PF       | PS       | Str.     |
| ----------------------- | -------- | -------- | -------- | -------- | -------- | -------- | -------- | -------- | -------- |
| Miami Dolphins(2)       | 12       | 4        | 0        | .750     | 6–2      | 9–3      | 428      | 320      | V7       |
| New York Jets(4)        | 11       | 5        | 0        | .688     | 6–2      | 9–3      | 393      | 264      | V1       |
| New England Patriots(5) | 11       | 5        | 0        | .688     | 6–2      | 8–4      | 362      | 290      | V1       |
| Indianapolis Colts      | 5        | 11       | 0        | .313     | 1–7      | 2–10     | 320      | 386      | V2       |
| Buffalo Bills           | 2        | 14       | 0        | .125     | 1–7      | 2–12     | 200      | 381      | S6       |